# Ланкастер (округ, Південна Кароліна)
Шаблон:StateAbbr_ 34°41′ пн. ш. 80°42′ зх. д. / 34.69° пн. ш. 80.7° зх. д.
Округ Ланкастер (англ. Lancaster County) — округ (графство) у штаті Південна Кароліна, США. Ідентифікатор округу 45057.

## Історія
Округ утворений 1798 року.

## Демографія
За даними перепису 
2000 року 
загальне населення округу становило 61351 осіб, зокрема міського населення було 23553, а сільського — 37798.
Серед мешканців округу чоловіків було 30393, а жінок — 30958. В окрузі було 23178 домогосподарств, 16840 родин, які мешкали в 24962 будинках.
Середній розмір родини становив 3,01.
Віковий розподіл населення поданий у таблиці:
| Стать    | До 15 років | 15-21 | 22-29 | 30-39 | 40-49 | 50-65 | 65-85 | Понад 85 |
| -------- | ----------- | ----- | ----- | ----- | ----- | ----- | ----- | -------- |
| Чоловіки | 6774        | 2918  | 3471  | 4826  | 4648  | 4874  | 2704  | 178      |
| Жінки    | 6263        | 2721  | 3101  | 4563  | 4561  | 5218  | 3957  | 574      |

## Суміжні округи
- Мекленберг, Північна Кароліна — північ
- Юніон, Північна Кароліна — північний схід
- Честерфілд — схід
- Кершо — південь
- Ферфілд — південний захід
- Честер — захід
- Йорк — захід

## Виноски
1. ↑  U.S. Decennial Census. United States Census Bureau. Архів оригіналу за 19 липня 2018. Процитовано 18 березня 2015.
2. ↑  Historical Census Browser. University of Virginia Library. Архів оригіналу за 11 серпня 2012. Процитовано 18 березня 2015.
3. ↑  Forstall, Richard L., ред. (27 березня 1995). Population of Counties by Decennial Census: 1900 to 1990. United States Census Bureau. Архів оригіналу за 2 лютого 2015. Процитовано 18 березня 2015.
4. ↑  Census 2000 PHC-T-4. Ranking Tables for Counties: 1990 and 2000 (PDF). United States Census Bureau. 2 квітня 2001. Архів оригіналу (PDF) за 18 грудня 2014. Процитовано 18 березня 2015.
5. ↑  State & County QuickFacts. United States Census Bureau. Архів оригіналу за 6 червня 2011. Процитовано 25 листопада 2013.(англ.) Наведено за англійською вікіпедією.
6. ↑  American FactFinder. Бюро перепису населення США. Архів оригіналу за 26 лютого 2012. Процитовано 31 січня 2008.

| США | Це незавершена стаття з географії США. Ви можете допомогти проєкту, виправивши або дописавши її. |